# Limnephilus rothi
Limnephilus rothi är en nattsländeart som beskrevs av Donald G. Denning 1966. Limnephilus rothi ingår i släktet Limnephilus och familjen husmasknattsländor. Inga underarter finns listade i Catalogue of Life.